# 五女山站
五女山站，位于中华人民共和国辽宁省本溪市桓仁满族自治县桓仁镇，是通灌铁路上的火车站，于2013年11月1日启用营运，沈阳铁路局管辖。

## 車站周邊
- 鹤大高速公路
- 中国东北参茸城
- 月亮湾宾馆

## 歷史
- 2013年11月1日开通客运服务。

## 外部連結
- 中国铁路客户服务中心（页面存档备份，存于）